# Batyr Berdiýew
Batyr Ataýewiç Berdiýew (ros. Батыр Атаевич Бердыев, Batyr Atajewicz Bierdyjew; ur. 3 października 1960 w Aszchabadzie) – turkmeński polityk i dyplomata. Minister spraw zagranicznych Turkmenistanu w latach 2000–2001.

## Życiorys
W latach 1990–1991 pracował jako korespondent tygodników „Sojuz” i „Żyzń”, wydawanych przez Ministerstwo Spraw Zagranicznych Turkmeńskiej SRR. W latach 1992–1994 był wiceministrem spraw zagranicznych Turkmenistanu. W latach 1994–2000 był ambasadorem Turkmenistanu w Austrii, Czechach, na Słowacji i przy OBWE. W okresie od 28 lipca 2000 do 7 lipca 2001 był ministrem spraw zagranicznych Turkmenistanu. 8 grudnia 2002 został aresztowany pod zarzutem udziału w zamachu na życie prezydenta Saparmyrata Nýyazowa, za co w styczniu 2003 został skazany na 25 lat więzienia. We wrześniu 2007 następca Nyýazowa Gurbanguly Berdimuhamedow oświadczył, że jest przekonany, iż Berdiýew wciąż żyje.